# Хипопотамови
Хипопотамовите (Hippopotamidae) са едри непреживни водни Чифтокопитни с масивно, издължено тяло и къси крака с по четири пръста. Кожата им е дебела, покрита с редки косми, на практика гола, но нямат потни жлези и на сушата в горещи дни бързо прегряват. Главата им е плоска, с голяма широка муцуна и стърчащи отгоре ноздри, малки очи и уши. Характерни за хипопотамите са силно развитите им долни резци и кучешките зъби, които растат постоянно, като бивни и представляват страшно оръжие. Срещат се в африканските реки и езера, като през деня почиват във водата и рядко излизат на брега. Излизат на паша през нощта. Раждат само едно малко. Живеят около 40 години в естествени условия.
Според съвременни молекулярни изследвания семейство Хипопотами (Hippopotamidae) е по-скоро свързано с разред Китоподобни, а не с разред Чифтокопитни.
- Choeropsis – Хипопотами джуджета
- Hippopotamus – Хипопотами